# Point de Longchamps
cercle de Longchamps

Le point de Longchamps L d'un triangle ABC, vu comme la réflexion de l'orthocentre H par rapport au centre du cercle circonscrit O ou l'orthocentre du triangle anticomplémentaire A'B'C'

En géométrie du triangle, le point de Longchamps d'un triangle est un élément remarquable du triangle portant le nom du mathématicien français Gaston Albert Gohierre de Longchamps. Il peut être vu comme le symétrique de l'orthocentre du triangle par rapport au centre du cercle circonscrit. Son nombre de Kimberling est X(20).

## Point de Longchamps

### Définition

Point de Longchamps d'un triangle, construit selon la définition initiale de Longchamps.

On note A, B et C les sommets du triangle étudié, et les longueurs des côtés opposés respectivement a, b et c, selon la notation standard en géométrie du triangle. Dans son article de 1886 dans lequel il présente le point, de Longchamps le définit comme le centre d'un cercle Δ orthogonal à trois cercles Δa, Δb et Δc, avec Δa centré en A et de rayon a, et ainsi de suite pour les deux autres cercles. De Longchamps met aussi en évidence que le même point, qu'on appelle désormais point de Longchamps, peut également être défini comme l'orthocentre du triangle anticomplémentaire de ABC, et comme l'image de l'orthocentre de ABC par la symétrie centrale de centre le centre du cercle circonscrit du même triangle.
Le cercle de Steiner d'un triangle est concentrique avec le cercle d'Euler et son rayon vaut 1,5 fois le rayon du cercle circonscrit du triangle ; le point de Longchamps est le centre de l'homothétie transformant le cercle de Steiner en le cercle circonscrit.

### Propriétés supplémentaires
Étant le symétrique de l'orthocentre par rapport au centre du cercle circonscrit, le point de Longchamps est aligné avec ces points et appartient également à la droite d'Euler du triangle. Ces points sont donc alignés également avec le centre de gravité et le centre du cercle d'Euler,,.
Le point de Longchamps est également aligné avec le centre du cercle inscrit et le point de Gergonne du triangle, sur une droite différente de la droite d'Euler,. Les trois cercles centrés en A, B et C, de rayons respectifs p–a, p–b et p–c (où p est le demi-périmètre) sont tangents deux à deux, et il existe deux autres cercles tangents à ces trois cercles, les cercles de Soddy intérieur et extérieur ; les centres de ces deux cercles appartiennent tous deux à la droite passant par le point de Longchamps et le centre du cercle inscrit,. Le point de Longchamps est le point d'intersection de cette droite avec la droite d'Euler, et avec trois autres droites définies de façon similaire, passant non pas par le centre du cercle inscrit mais les centres des cercles exinscrits du triangle,.
La cubique de Darboux peut être définie à partir du point de Longchamps, comme le lieu des points X tels que X, le conjugué isogonal de X et le point de Longchamps sont alignés. C'est la seule cubique invariante du triangle qui est à la fois son propre conjugué isogonal et avec une symétrie centrale (son centre de symétrie est le centre du cercle circonscrit du triangle). Le point de Longchamps appartient à cette courbe, tout comme l'orthocentre, qui est son image.

## Cercle de Longchamps

Le cercle de Longchamps (en rouge) est orthogonal aux cercles de puissance.

Pour un triangle obtusangle, le cercle de Longchamps est le cercle radical des cercles de puissance de ce triangle, soit le cercle orthogonal aux trois cercles de puissance du triangle (les cercles centrés au milieu d'un côté et passant par le 3e sommet du triangle. Son centre est le point de Longchamps du triangle, et il passe par les points d'intersection des cercles circonscrits au triangle et à son triangle anticomplémentaire.